# Dennis Saikkonen
Dennis Saikkonen (* 27. November 1992 in Bern) ist ein Schweizer Eishockeytorhüter mit zusätzlich schwedischem und finnischem Pass, der zuletzt beim EHC Biel in der National League A (NLA) unter Vertrag stand.

## Karriere

### Vereine
Saikkonen verbrachte seine Juniorenzeit vorwiegend beim SC Bern, stand allerdings im Verlauf der Saison 2008/09 ebenfalls in der Nachwuchsabteilung des SC Lyss im Einsatz. Nachdem ihn die Brampton Battalion aus der kanadischen Juniorenliga Ontario Hockey League im CHL Import Draft 2010 in der zweiten Runde an insgesamt 83. Position ausgewählt hatten, absolvierte er in der Spielzeit 2010/11 insgesamt 13 OHL-Partien für die Mannschaft.
Anschliessend kehrte Saikkonen in die Nachwuchsabteilung des SC Bern zurück und erhielt in der U20-Auswahl der Stadtberner bei den Elite-A-Junioren weitere Spielpraxis. Während der Saison 2011/12 wurde Saikkonen an den  HC Sierre aus der National League B ausgeliehen. Für die Walliser debütierte Saikkonen in der zweithöchsten Schweizer Liga und absolvierte insgesamt 11 Partien für den Klub, ehe er zu den U20-Junioren des SC Bern zurückkehrte.
Im April 2012 erhielt er einen Vertrag über ein Jahr Laufzeit bei den GCK Lions, die ihn im Januar 2013 für vier Spiele an den HC Thurgau ausliehen. Zudem war Saikkonen auch für die ZSC Lions spielberechtigt, kam aber nicht zum Einsatz.
Während der Saison 2013/14 spielte Saikkonen für JYP-Akatemia in der zweithöchsten Liga Finnlands, und dank hervorragenden Leistungen (94,3 % Fangquote, 1,81 GAA) wurde er während der Play-offs vom Liiga-Klub JYP Jyväskylä zurückgeholt. Am 31. März 2014 debütierte Saikkonen als 21-Jähriger in der höchsten Liga Finnlands gegen SaiPa. Im Mai 2014 verlängerte er seinen Vertrag um ein Jahr, kam aber weiter bei JYP-Akatemia zum Einsatz. Ende Dezember 2014 kehrte er auf Leihbasis vorübergehend in die Schweiz zurück und verstärkte den HC Ambrì-Piotta, ehe er wieder in Finnland aktiv war.
Im April 2016 setzte er seine Unterschrift unter einen Vertrag mit Fribourg-Gottéron aus der National League A (NLA) und wechselte auf die Saison 2017/18 zum EHC Kloten.
In der Saison 2018/19 war er zunächst vereinslos, erhielt dann im Dezember 2018 einen Kurzzeitvertrag beim Iisalmen Peli-Karhut (IPK) aus der Mestis und wurde im Januar 2019 als Ersatz für den verletzten Elien Paupe vom EHC Biel verpflichtet.

### Nationalmannschaft
Auf internationaler Ebene vertrat Saikkonen mehrfach die Schweizer U16, U17, U18 und U20-Juniorenauswahlen. Für die U18-Junioren-Weltmeisterschaft 2010 wurde er in das Kader der Schweizer Nationalmannschaft berufen und bildete im Verlauf des Turniers, bei dem Saikkonen zwei Begegnungen absolvierte, gemeinsam mit Lukas Meili das Torwartduo der Eidgenossen.

## Erfolge und Auszeichnungen
- 2009 Schweizer Meister der Elite-Novizen mit dem SC Bern